# Vila-Flugfeld
Das Vila-Flugfeld liegt an der Südostküste auf Kolombangara, einer Insel des New-Georgia-Archipels in der Western-Provinz des Inselstaats der Salomonen. Es wurde während des Pazifikkriegs von den Japanern etwa Mitte Dezember 1942 nach Fertigstellung des Flugfeldes Munda Point auf New Georgia als Ausweichflugfeld angelegt.
Zum Bau wurde das alte Kokosnuss-Plantagengelände der Lever Brothers bei Vila benutzt. Dazu legten die Japaner eine Start- und Landebahn an, die mittels zerkleinerten Korallen stabilisiert wurde.
Arthur Reginald Evans, ein Soldat der australischen Küstenwache, saß auf einem Beobachtungsposten unweit der Insel und gab den Alliierten laufend Informationen über die japanischen Bewegungen weiter. Sie dienten oft dazu alliierte Luftangriffe auf das Vila-Flugfeld vorzubereiten, um es weitestgehend zu neutralisieren. Vom 28. Januar bis zum 15. März 1943 flogen die USA zwölf Luftangriffe mit Bombern und Jägern. Dazu kam ein Seebombardement durch den Leichten Kreuzer Nashville am 11. und 12. Mai.
Am 31. Mai 1943 landete die Süd-Ost-Abteilung der japanischen Armee unter Generalmajor Noboru Sasaki auf Kolombangara, um dort ihr Hauptquartier im Rahmen des Verteidigungsplans der Zentralsalomonen aufzuschlagen. Zu den Einheiten gehörten das 13. japanische Infanterieregiment, das 3. Bataillon des 229. Infanterieregiments sowie die 7. Yokosuka-Spezial-Seelandungstruppe, die von Koshin Takeda befehligt wurde. Weitere Transportzerstörer landeten am 13. Juli nach der Schlacht bei Kolombangara 1.200 Mann bei Vila an. Damit kam dem Flugfeld eine wichtige Bedeutung hinsichtlich der japanischen Nachschublieferungen zu.
Kolombangara wurde während des alliierten Vormarsches durch die Zentralsalomonen vorerst umgangen. Erst nachdem die naheliegenden Inseln Arundel und New Georgia von den Amerikanern eingenommen worden waren, landete die 25. US-Infanteriedivision am 25. September 1943 auf Kolombangara und riegelte das Flugfeld vom Rest der Insel ab. Die Einheit wurde im Oktober von einem anderen Bataillon ersetzt. Kurz darauf verließen die Japaner Kolombangara.
Anfang 1944 begannen sechs amerikanische Soldaten eines Pionierregiments zusammen mit 16 Einheimischen eine Farm zur Aufzucht frischen Gemüses und Obstes am Flugfeld anzulegen.
Heute dient das alte Flugfeld einer lokalen Holzfirma hin und wieder als Landebahn und in den umliegenden Wäldern sind noch immer Flugzeugwracks und japanische Flugabwehrgeschütze aus der Zeit des Zweiten Weltkriegs zu sehen.
Koordinaten: 8° 7′ 50″ S, 157° 8′ 35″ O